# Volkswagens historia under 1970-talet
Volkswagens historia

1930-talet | 1940-talet | 1950-talet | 1960-talet | 1970-talet | 1980-talet | 1990-talet | 2000-talet | 2010-talet

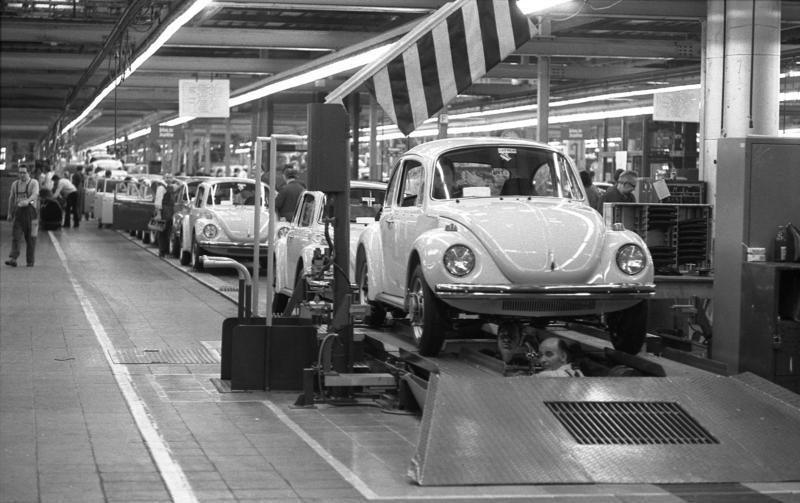
Montering av Bubblan i Wolfsburg 1973. 1970-talet innebär stora förändringar för Volkswagen när Bubblan fasades ut och modellprogrammet utökades.

Volkswagens historia under 1970-talet.

## 1970

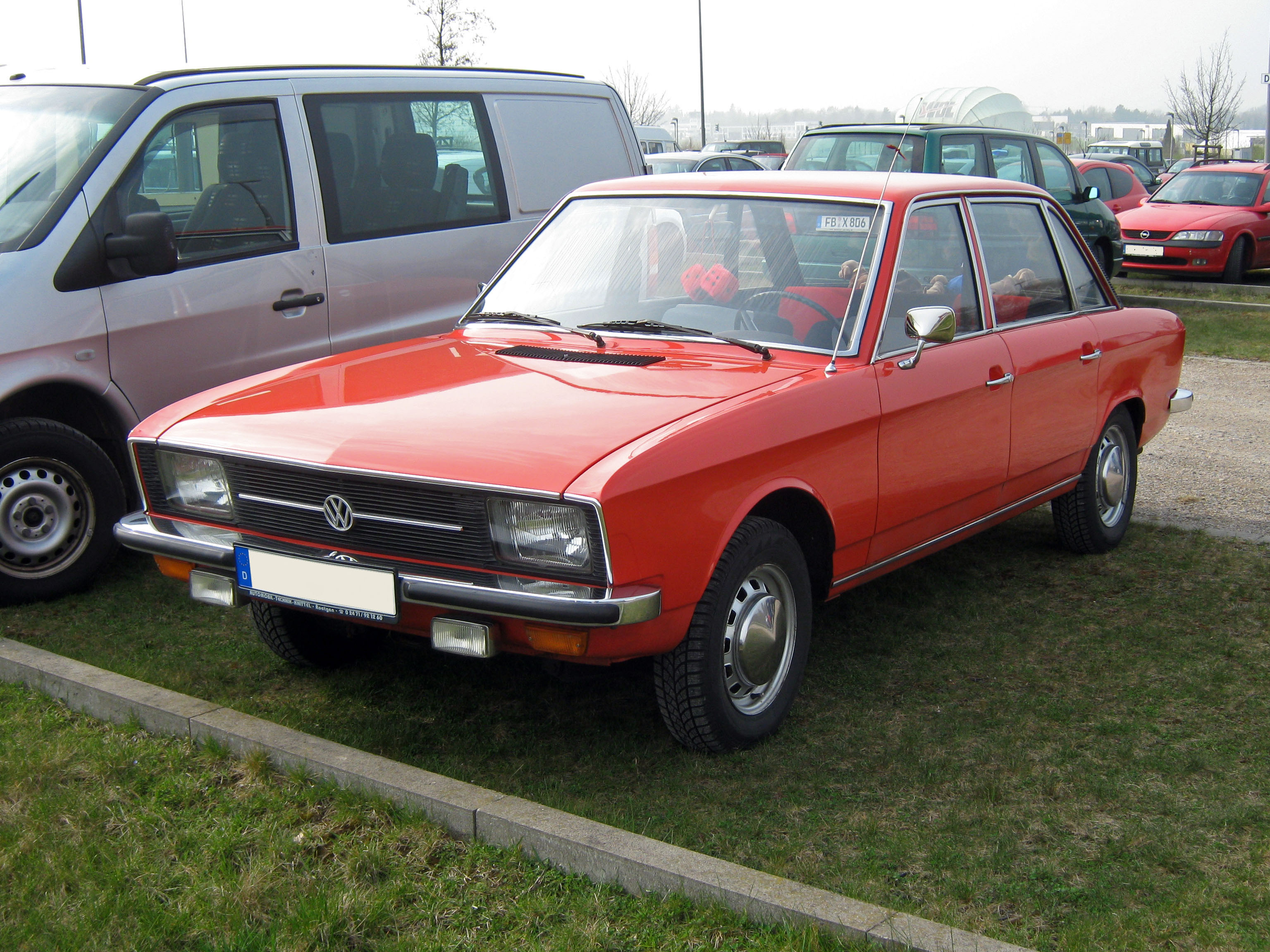
Volkswagen K 70.

I augusti visades en ny "Bubbla". Den kallades VW 1302 S och hade genomgått stora förändringar. Bland annat hade den McPherson-framvagn, "fjäderben med inbyggda stötdämpare". En av konsekvenserna blev ett betydligt större bagagerum. Alla bilar fick också dubbelledad bakaxel. VW 411 kom ut som "Variant", men kom aldrig i version med fyra dörrar.
Hösten 1970 började produktionen av den nya VW K 70 i den nystartade fabriken i Salzgitter. I november kom de första bilarna ut med modellår 1971. De hade stötfångare från Audi 100. 
K 70 var Volkswagens första framhjulsdrivna bil och som hade motor fram. Bilen fanns med 2 motoralternativ, 1,6 liter med 75 eller 90 hk. Vid köpet av NSU var bilen klar för produktion, beteckningen K 70, K står för Kolbenmotor. Bilen hade även en storebror i RO 80, med Wankelmotor, där RO står för Rotationsmotor. 
Volkswagen do Brasil levererade sin miljonte bil.

## 1971
1 oktober 1971 övertog Rudolf Leiding befattningen som högsta chef för hela Volkswagenkoncernen. Tidigare hade han varit chef för verksamheten i Kassel med huvudlager för reservdelar och utbytesdelar och avancerade till chef för Volkswagen i Brasilien. När Volkswagen köpte Audi blev Leiding chef i Ingolstadt. Där byggde han upp Audis nya modellprogram med ett antal nya populära modeller. Först Audi 100, så kom Audi 80 och till slut Audi 50. Leiding fick ta sig an arvtagaren till  "Bubblan" som var färdig, maskiner och verktyg var beställda. Den nya bilen, som internt kallades EA 266, (EA står för Entwicklungsauftrag - utvecklingsuppdrag), skulle bli lika speciell som "Bubblan". Bilen hade bakhjulsdrift, motorn framför bakaxeln under baksätet, vilket gav en god viktfördelning, och utmärkta köregenskaper. Dessutom var det bagageutrymme både fram och bak. En ny bil, som skulle efterträda Typ 3, var också klar, Passat, (EA 400), med tvärställd motor.
I sin roll som chef i Ingolstadt hade Leiding en helt ny rad av Audimodeller klar. Leiding ville att alla nya bilar i koncernen skulle konstrueras efter det nya plattformsystemet, det vill säga att flera modeller kunde använda samma komponenter, som till exempel växellådor, motorer, framvagnar något som också skulle innebära en bättre ekonomi. Den nya "Bubblan", som tagits fram (EA266), föll helt utanför det mönstret. I oktober 1971 efter endast tre veckor som chef fattade Leiding det (i Wolfsburg) impopulära beslutet, att lägga ner projekt EA266, för att gå vidare med projektnummer EA337, vilket senare skulle få namnet Golf. Golf och Audi 50 fick tvärställda motorer, Passat och Audi 80 fick motorer på längden. På kort sikt var detta ett kostsamt avgörande, men i efterhand har det visat sig att det var riktigt.
Under året rullade Transporter nummer 3 000 000 av bandet.
En ny fabrik öppnades under året i Belgien, VW Bruxelles S.A.

## 1972

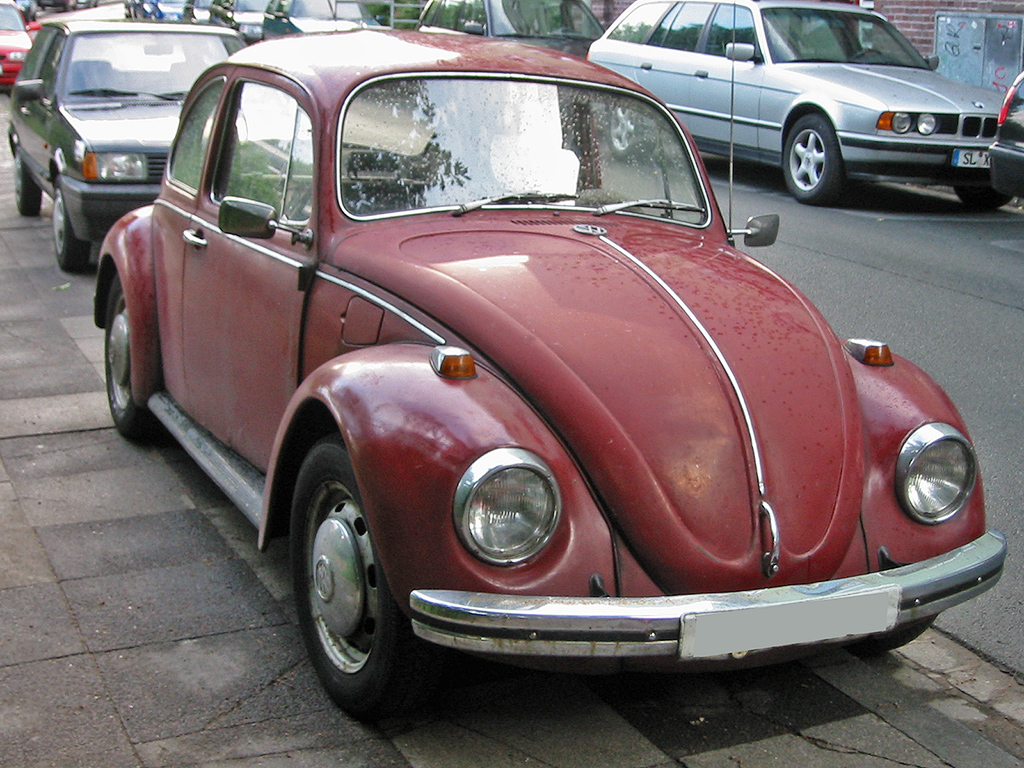
VW Bubbla 1300.

Den 17 februari rullade "Bubbla" - en 1302S - nummer 15 007 034 av tillverkningsbandet. T-Fordens tidigare rekord var slaget.
Tillsammans med den lokala generalagenten i Sarajevo, Jugoslavien, grundades företaget Tvornica-Automobila Sarajevo, TAS för att montera Volkswagenbilar.
I augusti startade produktionen av VW 1303.
I skogen nådde VW-bubblan stora framgångar med en specialmodell som VAG Sverige tog in och sålde till aktiva förare, just den pilgröna (Weidengrün),(L63K), som inte gick att köpa för vanligt folk. Den hade bland annat luftintag i fronten, vilket passade bra för en oljekylare, annars var hålen för kondensorn till AC. 
I september skiftade Volkswagen 411 namnet till Volkswagen 412, som fick stora karosseriändringar, fronthuven blev längre, dubbelstrålkastarna satt i kantiga sargar och frontblinkers blev högre monterade.

## 1973
Den första Volkswagen av den nya generationen presenterades i maj. Det var Passat med motorn fram och framhjulsdrift. Två motorstorlekar erbjöds - 1,3 liter med 55 eller 60 hk och 1,5 liter med 75 eller 85 hk. Det fanns också en motor på 78 hk som klarade de avgasregler som gällde i USA. Bilen var helt baserad på Audi 80. På hösten presenterades Passat Variant. Bilen var designad av Giorgetto Giugiaro.
I juli 1973 avslutades tillverkningen av Typ 3, VW 1600. Av den tillverkades 1 380 000  personbilar och 1 202 483 "Variant".
Till Sverige importerades 99 412 exemplar av 1500/1600, typ 3.
Grundandet av Volkswagen of Nigeria Ltd i Lagos i Nigeria.
Ett nytt företag grundades i USA, Volume Export & Trading Corporation, VOTEX, för handel av alla slag, speciellt bildelar och tillbehör.

## 1974

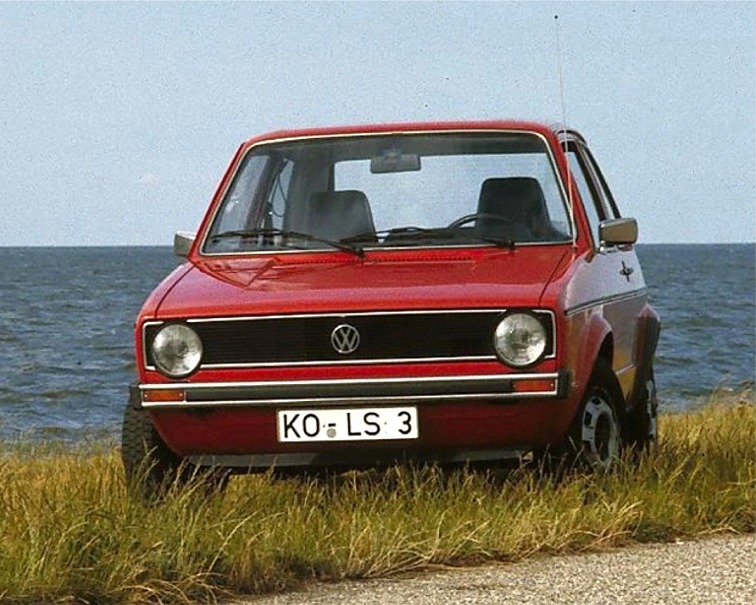
Volkswagen Golf introduceras.

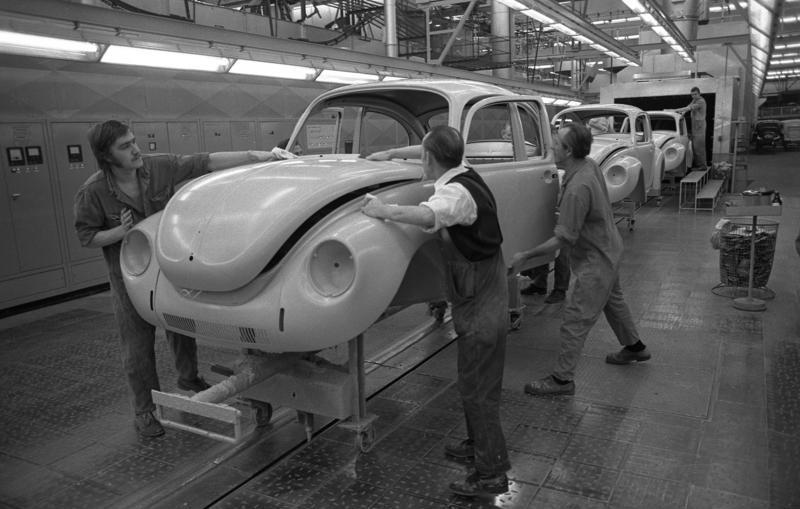
Lackering i Wolfsburg i januari 1973.

Detta år grundades ett  Votexföretag i Hamburg. Votex säljer och distribuerar originaltillbehör till både Volkswagen och Audi, vilket innebär att när nya modeller kommer ut på marknaden finns det redan att antal tillbehör färdiga för försäljning. (Detta gäller fortfarande år 2004) 
I Brasilien grundades en ny fabrik, Werk Taubeté, enligt planerna skulle fabriken öppna i mitten av 1975. Efter färdigställandet kom dagsproduktionen hos Volkswagen do Brazil att ligga på cirka 2 500 enheter.
På våren presenterades en helt ny sportcoupé, Volkswagen Scirocco, med fyra sittplatser, motor på tvären, stor baklucka och tre motoralternativ på 50, 70 och 85 hk. Tillverkningen skedde i Karmannfabriken i Osnabrück. 
Den 2 mars startade produktionen av Volkswagen Golf. Bilen kunde fås med två eller fyra dörrar och i två motorvarianter, 50 eller 70 hk. Golf var den tredje bilen av den nya generationen, Passat, Scirocco och Golf. Det tekniska konceptet med framhjulsdrift och tvärställd motor var en vidareutveckling av plattformsystemet från Audi 80.
Efter nästan 30 års bilhistoria gick i Wolfsburg en era till ända. Från och med den 7 juli tillverkades "Bubblan" i Emden och Bryssel, då tillverkningen upphört i Wolfsburg. Den tillverkning, som fanns kvar där, var av karosser och karossdelar. Sista "Bubblan" lämnade bandet kl. 11.19 med chassinummer 11 916 519, och dess plats kom att upptas av Golf. Golfen var designad av Giorgetto Giugiaro och hans företag Italdesign.
Hos Karmann tillverkades redan cabriolet-modellen av "Bubblan", och hittills hade man producerat 200 000.
Till Sverige importerades totalt 9 112 bilar av Typ 4, 411 och 412 under sju år, av det totala antalet tillverkade bilar cirka 400 000.
I september presenterades Audi 50.

## 1975
Under åren 1948-1975 nyregistrerades 472 113 VW Typ 1 i Sverige.
Den 10 januari drog sig den verkställande direktören Rudolf Leiding tillbaka på egen begäran och den 10 februari tillträdde ekonomen Toni Schmücker som ny chef som också skulle se till att företaget tjänade pengar. Det initiativ som Leiding startade kostade stora belopp och det stod också klart att modellutbudet var ganska lika från Volkswagen och Audi, dessutom låg modellerna i samma segment. Volkswagens ledning beslutade därför att Volkswagen skulle tillverka praktiska familjebilar, typ Polo, som introducerades i mars, och uppåt till Passat. Audi fick en sportigare/lyxigare image från Audi 80 och uppåt. Den lilla Audi 50 blev till en VW Polo. En stor Volkswagen - större än Passat, som var klar för lansering, blev till Audi 100 Avant.
Under året fick Volkswagen Transporter tillgång till en ny större och starkare motor, 2,0 liter på 70 hk.
På bilutställningen IAA i Frankfurt am Main presenterades Golf GTI, som kom ut som 1976 års modell. Bilen hade en 110 hk 1,6 liters motor med mekanisk bränsleinsprutning, K-Jetronic. Den var den första bilen i ett nytt "GTI-segment", och det skulle visa sig att det var en bil som blev mycket populär. Den var liten, kraftig och snabb, vilket appellerade till ungdomen. En skojig detalj var att växelspaksknoppen var utformad som en golfboll.
En ny lastbilstyp lanserades också detta år, Volkswagen LT, (LastenTransporter), med tillverkningsort Hannover. Bilen fanns i tre viktklasser LT 28, LT 31 och LT 35, beteckningarna hänvisar till totalvikten. Motorer mellan 75 och 102 hk. Passaten kunde från och med detta år levereras med stor baklucka, s.k. combicoupé. Detta var sista året med import av "Bubblan" till Sverige, totalt importerades 472 113 Typ 1, plus 3 089 Ghia.
Volkswagen K 70:s monteringsband i Salzgitter stängdes, i och med detta hade den gamla generationen Volkswagen och bryggan mellan den och den nya generationen försvunnit och marknaden helt tagits över av den nya generationen bilar. På fyra år hade hela marknadsbilden förändrats. K 70 blev aldrig den stora räddaren i nöden som så många hade hoppats på. Sanningen var den att ingen Volkswagen hade haft en så kort levnadssaga, endast fyra år. Sverige tog in knappt 12 000 bilar under de fyra åren.

## 1976

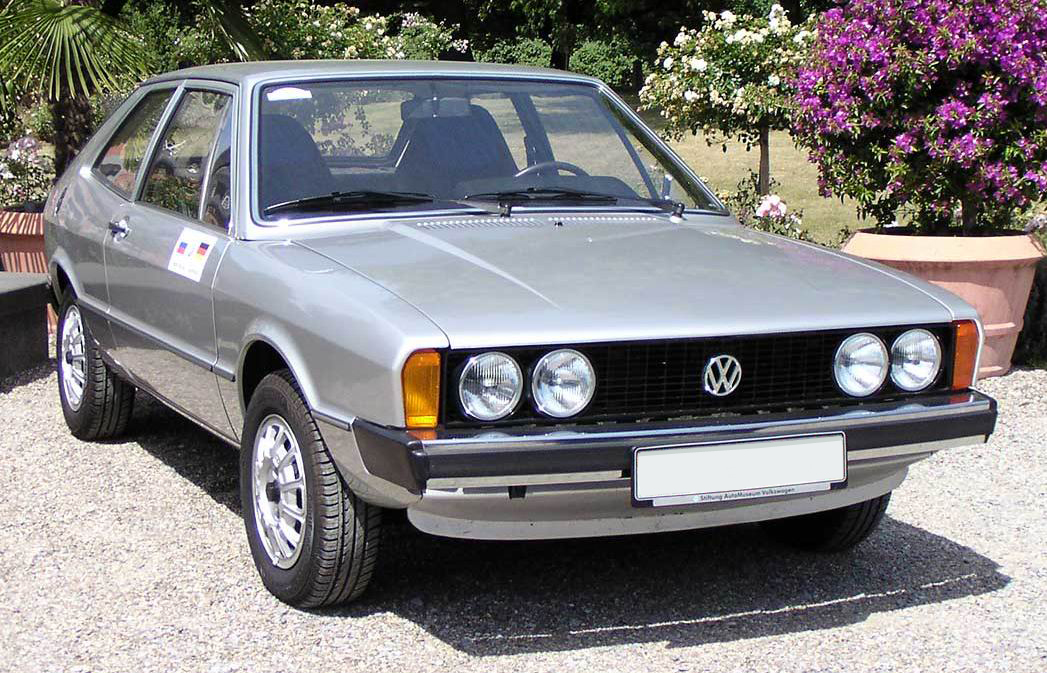
VW Scirocco

I juni kom Scirocco med en GTI-version med en 110 hk motor. Toppfart 185 km/t.
Den första dieselmotorn från Volkswagen kom i september detta år. Den blev monterad i Golfen. Motorn var på 1,5 liter och med en effekt på 50 hk. Som den enda storserietillverkare i världen byggde Volkswagen en dieselbil i den undre medelklassen. Den 27 oktober rullade Golf nummer 1 miljon av fabrikationsbandet efter en produktionstid på 31 månader.
Trettio miljoner VW-bilar hade tillverkats efter andra världskriget. 
1976 importerades 1 043 Scirocco till Sverige.
1976 tvingades Philipsons att lämna över agenturen av Auto Union till Svenska Volkswagen. De hade haft agenturen sedan 1930-talet.
Den internationella pressvisningen av diesel-Golfen genomfördes i Sverige.

## 1977
Volkswagenwerk slöt ett kontrakt med DDR angående leverans av 10 000 Golf. Efter en stilistisk och aerodynamisk förändring av fronten på Passat sänktes bränsleförbrukningen. Man presenterade även ett nytt utförande av VW Polo, med namnet Derby, en bil med konventionell baklucka, Polon var av halvkombityp.
Transporter nummer 4 500 000 levererades.
Volkswagen Nyttofordon inledde sitt samarbete med MAN Nutzfahrzeuge.

## 1978

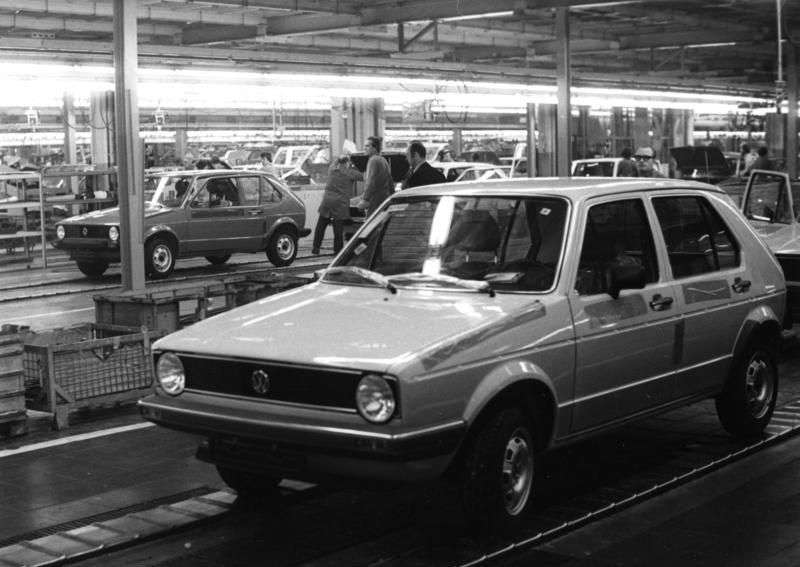
Produktion i Wolfsburg 1978.

Produktionen av Bubblan i Europa upphörde den 19 januari i Emden. Den sista Bubblan transporterades till bilmuseet i Wolfsburg. Fortsatt produktion täcktes av fabriken i Mexiko. Det tillverkades över 1 000 VW typ 1 om dagen i fabriker utanför Europa. 10 000 Golf levererades till DDR. 
Den 10 april öppnades fabriken i USA. 
I november startades tillverkningen av ett nytt terrängfordon med fyrhjulsdrift, Volkswagen Iltis (iller), vid fabriken i Ingolstadt. Modellen avlöste VW 181. Redan under sitt första produktionsår blev bilen framgångsrik även på motorsportens område. Förarparet Freddy Kotulinsky/Löffelman vann Dakarrallyt 1980 med en Volkswagen Iltis.
Under 1978 utökades modellprogrammet ytterligare med en Passat i dieselutförande, två nya lätta lastbilar, LT 40 och LT 45. Lastbilarna erhålls med en 6-cylindrig dieselmotor.

## 1979

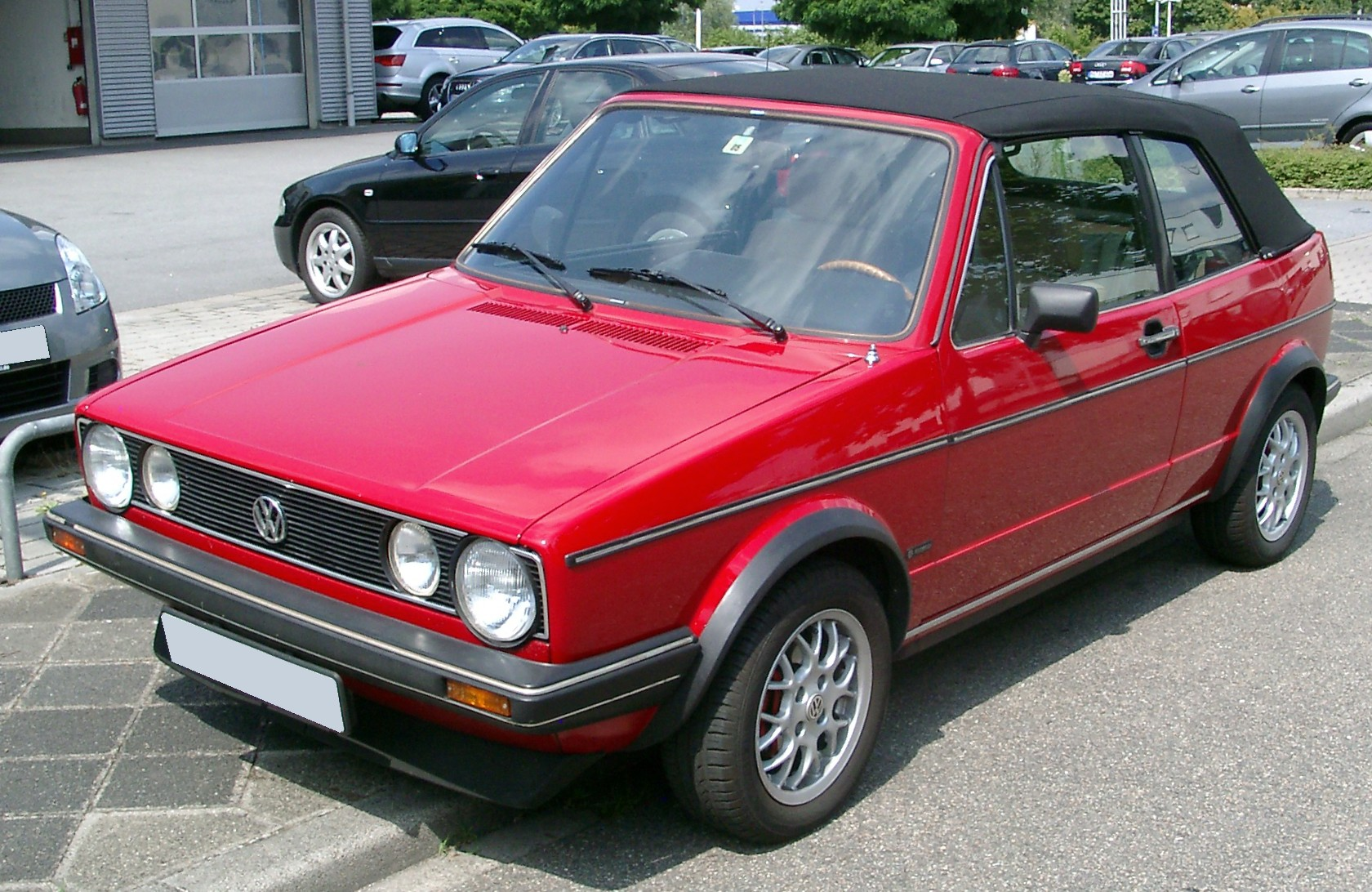
Golf Cabriolet

Volkswagenwerk i Brasilien, bytte namn till Volkswagen Caminhoes Ltda., samtidigt ökades aktiekapitalet med 100%. 
Som efterföljare till "Bubbla-cabben" visades en helt ny Golf Cabriolet. Den äldre modellen avslutades vid årets slut. 
På försommaren visades den nya Volkswagen Transporter med många nya förbättringar: bättre sikt, tekniska förändringar på framdrivningssystemet, ökat lastutrymme och många ändringar på karossen.
Under augusti startade produktionen av Golf Rabbit med dieselmotor på fabriken i Westmoreland i USA.  
På bilutställningen IAA i Frankfurt visades Volkswagen Jetta, en bil med konventionell baklucka/bakparti, baserad på Golf.
Volkswagens historia

1930-talet | 1940-talet | 1950-talet | 1960-talet | 1970-talet | 1980-talet | 1990-talet | 2000-talet | 2010-talet